# Театрально-концертний Київ
«Театрально-концертний Київ» — інформаційно-мистецький журнал, що виходив друком у 1936 — 2018 роках. З квітня 2018 року публікує матеріали на сайті [Архівовано 5 травня 2019 у Wayback Machine.]. Висвітлює театрально-мистецьке життя Києва.

## Історичні відомості
Створений у 1936 році, спершу мав назву «Театральна декада» і виходив щоквартально. У повоєнні роки відновлено випуск після повернення театрів з окупації. Певний час виходив раз на два тижні під назвою «Театральний Київ». На початку 1970-х років отримав назву «Театрально-концертний Київ».
До 2018 року видавцем журналу було ДП «Національне газетно-журнальне видавництво».
У світлі роздержавлення українських ЗМІ у травні 2018-го року журнал призупинив вихід у друкованому вигляді. А вже із грудня 2018 року за підтримки «Українського культурного фонду» видання почало виходити в онлайн-форматі: http://www.tkk.media [Архівовано 16 березня 2022 у Wayback Machine.] .

## Сучасність
Журнал висвітлював театрально-мистецький процес Києва: інформує про театральні постановки, концерти, фестивалі, мистецькі акції, виставки, новинки кінопрокату, циркові програми тощо. Подає детальну афішу столичних театрів та концертних майданчиків
Рубрики видання: «Прем'єра», «Персона», «Антракт», «Репетиція», «Подія», «Музика» та ін. Серед авторів журналу — відомі театрознавці Олег Вергеліс, Ганна Липківська, Ельвіра Загурська, Ольга Стельмашевська, Вадим Дишкант та інші.
До 2018 року одним із засновників «ТКК» було Міністерство культури України. Останній номер журналу вийшов друком у травні 2018 року, після чого призупинив вихід у друкованому форматі. А згодом отримав грант від «Українського культурного фонду» на створення власного інтернет-ресурсу.

## Головні редактори
У різні роки журнал очолювали Дмитро Головко (1967—1973), Людмила Жиліна (1973—2009), Наталя Потушняк (2009—2013), Людмила Олтаржевська (2013—2018).